# Kênh sóng lớn

Kênh sóng lớn trên West Coast Trail, Đảo Vancouver.

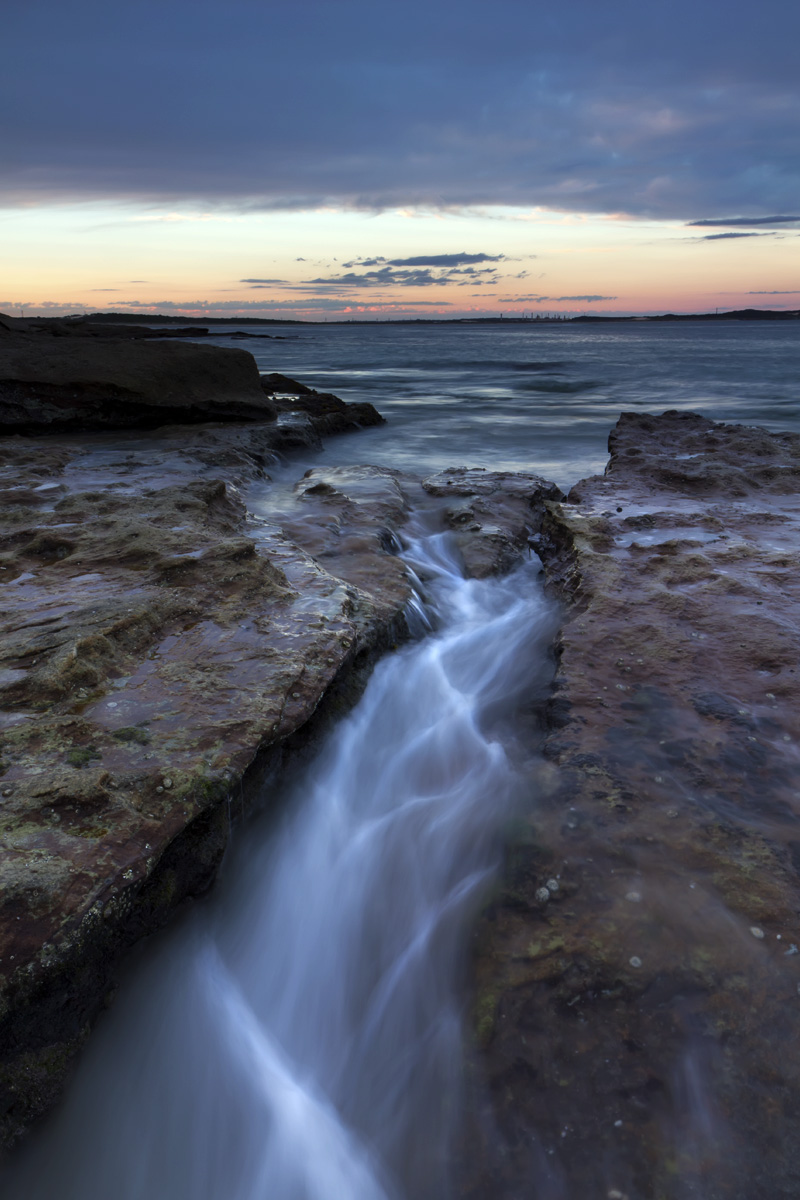
Kênh sóng lớn tại Cronulla, New South Wales

Một kênh sóng lớn là một lối vào hẹp, thường là trên một bờ đá và được hình thành do sự xói mòn khác biệt của những tảng đá đó do tác động của sóng ven biển. Khi sóng đánh vào bờ, nước tràn vào kênh và thoát ra một lần nữa khi sóng rút. Giới hạn hẹp của kênh tạo ra dòng chảy mạnh mẽ tự đảo ngược nhanh chóng khi mực nước dâng và hạ xuống, và gây ra sự pha trộn thủy động lực dữ dội. Tuy nhiên, có rất ít trao đổi nước giữa các kênh; nghiên cứu thực nghiệm và mô hình toán học của bờ biển gần trạm hàng hải Hopkins ở California đã chỉ ra rằng nước được hòa trộn nhanh chóng trong mỗi kênh, nhưng nó chủ yếu di chuyển theo cách dao động. Các kênh gây đột biến đã được ví như 'tàu ngăn chặn', giữ lại các giao tử nước và có thể tăng cường hiệu quả thụ tinh bên ngoài của các loài sinh vật biển sống trong đó.
Các kênh sóng lớn có thể hình thành trong các rạn san hô, :14  và thuật ngữ này đôi khi cũng được áp dụng cho hiện tượng cắt đứt của cồn cát ven biển do bão.
Các kênh sóng lớn có thể dao động từ vài inch đến 10 feet trở lên. Chúng có thể tạo ra các hồ thủy triều nếu điều kiện là chính xác, nhưng sự di chuyển nhanh của nước hầu như luôn tạo ra một tình huống nguy hiểm cho người hoặc động vật bị bắt vào trong đó. Đường mòn Bờ Tây trên bờ biển Đảo Vancouver, BC, được biết đến với số lượng lớn các kênh sóng lớn, một số trong số đó là không thể vượt qua ngay cả khi thủy triều thấp và phải đi qua đất liền.